# Leptacis laevipetiolata
Leptacis laevipetiolata är en stekelart som beskrevs av Peter Neerup Buhl 2001. Leptacis laevipetiolata ingår i släktet Leptacis och familjen gallmyggesteklar. Arten är reproducerande i Sverige. Inga underarter finns listade i Catalogue of Life.